# 넵투늄
넵투늄(←영어: Neptunium 넵튜니엄[*], 문화어: 넵투니움←독일어: Neptunium 넵투니움[*])은 화학 원소로 기호는 Np(←라틴어: Neptunium 넵투니움[*]), 원자 번호는 93이다. 악티늄족 원소이며, 초우라늄 원소이다. 그리고 가장 안정된 동위원소인 237Np는 반감기가 214만년이며 241Am이 알파붕괴되어 생성된다.
또한 235U이 중성자를 2개 먹고 생성되는데 전 세계 원자로에서 약 60톤이 생성되고 있다.

## 이온 상태의 넵투늄
이온 상태의 넵투늄(Ions of Neptunium)은 넵투늄이 Np3+ 또는 Np4+ 상태일 때, 넵투늄 이온이라고 부른다. 넵투늄 이온 화합물은 다음의 4가지이다.

### 양이온
- Np3+ (보라색), Pm3+ 이온 포함
- Np4+ (황록색)
- NpO2+ (청록색)
- NpO22+ (녹색)

위에서 넵투늄과 산소의 화합물 체계를 우라늄-산소 체계라고 하는데, 이것은 Np3O8와 NpO2를 포함한다.

### 음이온
음이온은 아래의 4가지의 넵투늄 화합물이 넵투늄 음이온을 가지고 있는 음이온이다. 아래 4가지이다.
- NpO2(OH)2-
- NpO2(CO3)-
- NpO2(CO3)23-
- NpO2(CO3)35-

## 넵투늄의 사용
넵투늄-237에다 중성자를 하나 충돌시키면 넵투늄-238 원자가 만들어진다. 238Np은 반감기 2.115일의 붕괴기간을 거쳐 238Pu을 형성한다. 238Pu은 원자력 열전지 연료로 쓰이고 있는데 주로 넵투늄-237을 실험용 원자로에 집어넣어 238Pu을 생성한다.
238Pu에서 중성자가 하나 더 추가되면 239Pu이 되는데 238Pu과 239Pu이 다른 동위 원소들과 섞여 있어 238Pu의 추출은 어렵다. 또한 비싼 인건비와 위험성도 238Pu 추출에 어렵게 작용하지만 237Np은 238Pu의 생산에 주요하게 이용되고 있다.

### 방사성
넵투늄은 다른 방사성 원소보다는 방사능이 약하지만, 태생은 방사능 원소라서 언제나 조심스럽게 다뤄야 한다.

## 역사
넵투늄은 1940년 캘리포니아주 버클리의 에드윈 맥밀런과 필립 H. 애벌슨이 공동으로 발견하였다. 238U이 중성자를 흡수하여 239U로 변환한다. 239U의 반감기는 23분이고 239Np으로 베타붕괴한다. 그리고 239Np의 반감기는 2.355일이고 239Pu으로 베타붕괴 한다.
{\displaystyle \mathrm {^{238}_{\ 92}U\ +\ _{0}^{1}n\ \longrightarrow \ _{\ 92}^{239}U\ {\xrightarrow[{23\ min}]{\beta ^{-}}}\ _{\ 93}^{239}Np\ {\xrightarrow[{2.355\ d}]{\beta ^{-}}}\ _{\ 94}^{239}Pu} }